# Beleg van Maastricht (1634)
Het Beleg van Maastricht van 1634 was een belegering van de tweeherige stad Maastricht tijdens de eindfase van de Tachtigjarige Oorlog. Het was een poging van de Spaanse interim-landvoogd Francisco de Moncada om de twee jaar eerder door Frederik Hendrik veroverde stad opnieuw in handen te krijgen. De Spaanse troepen braken het beleg voortijdig op, waarschijnlijk omdat Frederik Hendrik Breda bedreigde.

## Voorgeschiedenis
Maastricht was van 1579 tot 1632 onderdeel geweest van de Spaanse Nederlanden en was in die periode met behulp van de jezuïeten gerekatholiseerd. Na het geslaagde Beleg van Maastricht (1632) door de Staatse troepen van prins Frederik Hendrik van Oranje werd de oude vestingstad een vooruitgeschoven post van de Republiek der Zeven Verenigde Nederlanden.
Als militair gouverneur van Maastricht werd aangesteld Frederik Maurits de La Tour d'Auvergne, meestal hertog van Bouillon genoemd, een kleinzoon van Willem van Oranje. De tweeherigheid van Maastricht werd door het nieuwe Staatse gezag gerespecteerd; in de raad moest het aantal Brabantse (voortaan: Staatse) vertegenwoordigers steeds gelijk zijn aan het aantal Luikse. Bij de overgave van de stad was bedongen dat de calvinisten dezelfde rechten zouden hebben als de (veel talrijkere) katholieken. De katholieken werden gedwongen twee van de vier parochiekerken af te staan aan de calvinisten. Alle kloosters en kapittels mochten blijven voortbestaan.
In de Spaanse Nederlanden was Francisco de Moncada, markies van Aytona, in 1632 benoemd tot militair bevelhebber. Eind 1633 nam hij, na de dood van Isabella van Spanje en in afwachting van de komst van Ferdinand van Oostenrijk, korte tijd de positie van landvoogd waar. De markies van Aytona gold in deze periode als de voornaamste tegenstander van de prins van Oranje.

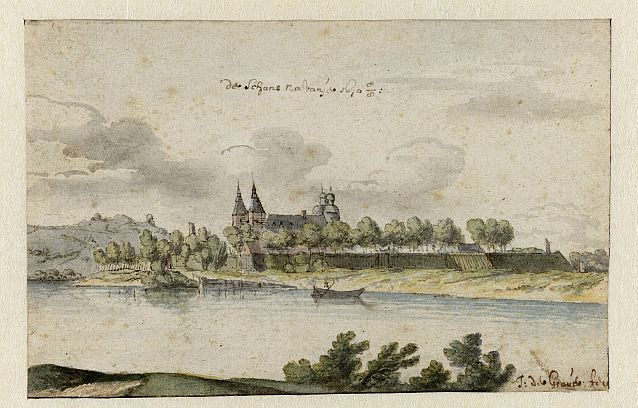
Kasteel Navagne met schans, ca. 1670

De Spaanse Nederlanden waren vastbesloten Maastricht te heroveren en namen daartoe het ten zuiden van de stad langs de Maas gelegen Kasteel Navagne in beslag. Het tussen Eijsden en Wezet gelegen kasteel, eigendom van Balthasar van Elven, heer van Navagne, werd versterkt tot een schans, waarop honderd kanonnen plaatsvonden. Tegenover het kasteel werd een schipbrug over de Maas gelegd, waardoor de Maasvaart vrijwel onmogelijk werd. In het noorden vormde de nieuwe vesting Stevensweert een soortgelijke barrière. Handel en nijverheid in Maastricht kwijnden en de armoe nam hand over hand toe. In 1633 werd de stad getroffen door een pestepidemie.
Dat de uitkomst van het beleg van 1632 door beide oorlogvoerende partijen niet als een vaststaand gegeven werd gezien, moge blijken uit een Spaans vredesvoorstel uit 1633 om Breda te ruilen tegen Maastricht plus een grote som geld. In 1635 stelde Cornelis Musch, griffier van de Staten-Generaal, voor om Maastricht en de vesting Limbourg in te ruilen tegen Geldern en de Schenkenschans. Nog in 1646, twee jaar voor de Vrede van Munster, trachtte de Franse diplomaat Godefroi d'Estrades (30 jaar later gouverneur van Maastricht!) Frederik Hendrik ertoe te bewegen Maastricht in te ruilen tegen Antwerpen.

## Het beleg
In de zomer van 1634 besloot landvoogd De Moncada een poging te wagen Maastricht te heroveren. Zijn troepen omsingelden de stad in een wijde boog en sloten de voornaamste toegangswegen af. Toen Frederik Hendrik hier lucht van kreeg, probeerde hij met manoeuvres in Brabant De Moncada van Maastricht weg te lokken, hetgeen uiteindelijk lukte.
De belegeraars richtten hun aanvallen aanvankelijk op enkele in de omgeving van Maastricht gelegen kastelen. Eind juni namen de Spanjaarden, onder aanvoering van de hertog van Lerma en de markies van Selada, vanuit het Fort Navagne het Kasteel van Argenteau onder vuur. De bevelhebber van de Staatse bezetting, kapitein Willem Junius, zag zich genoodzaakt om op 2 juli, na ruim twee dagen beschietingen, het kasteel over te dragen aan de Spaanse bevelhebber, Willem Bette, markies van Lede, die nota bene in 1632 waarnemend gouverneur van Maastricht was geweest. De hertog van Bouillon liet kapitein Junius een dag later in Maastricht arresteren op verdenking van nalatigheid. Hij kwam pas vrij op voorspraak van de prins van Oranje. Op 12 juli namen de Spanjaarden ook het ten noorden van Maastricht gelegen Kasteel van Leut in, nadat ze bij Neerharen een tijdelijke brug over de Maas hadden gebouwd. Op 17 juli vonden hevige gevechten plaats tussen het garnizoen en de Spaanse belagers, nabij de kat Hoog Frankrijk, buiten de Lindenkruispoort. Hierbij sneuvelden veel soldaten.

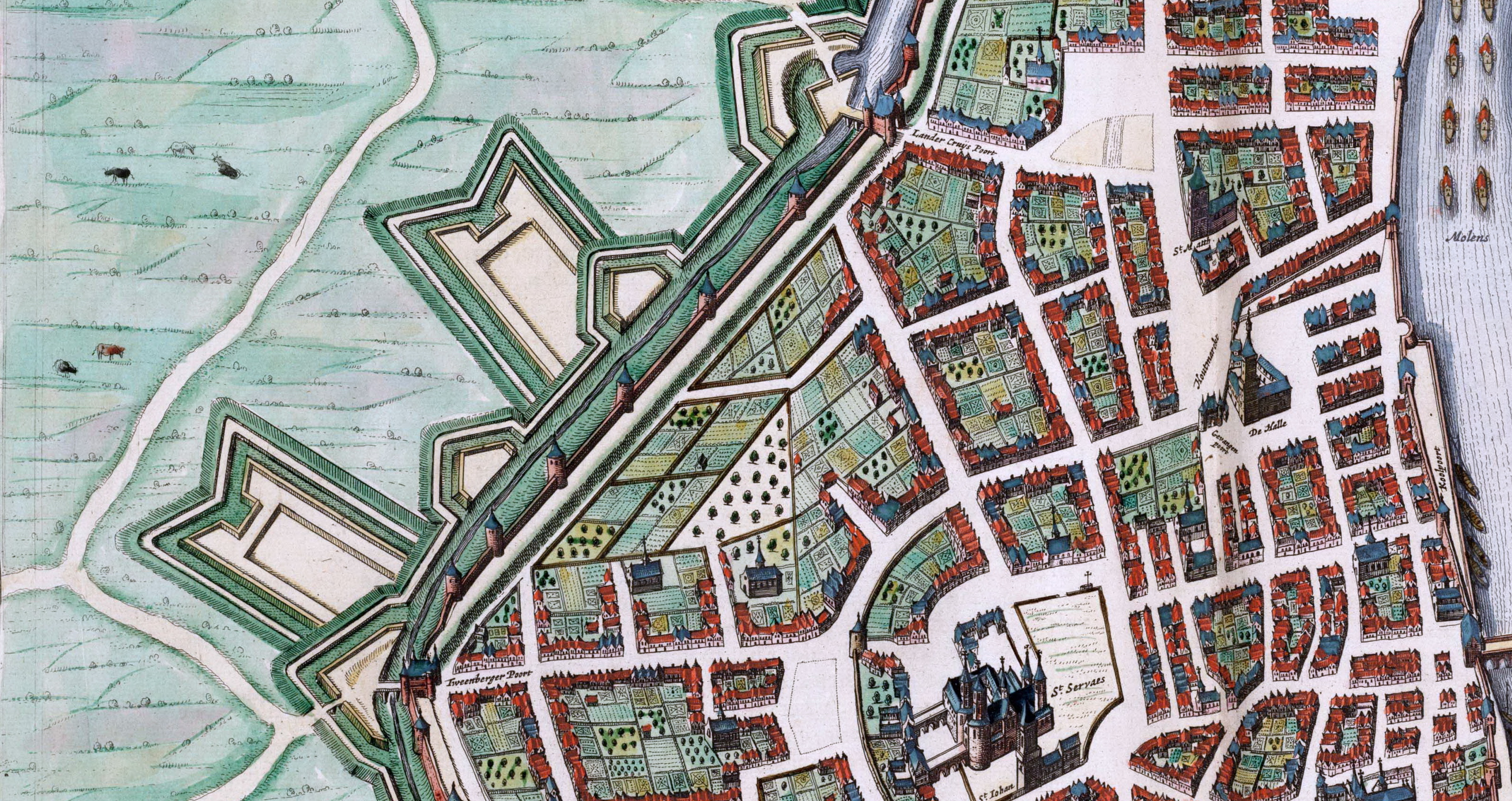
Detail kaart Atlas van Loon (1649) met vestingwerken tussen Lindenkruis- en Brusselsepoort

Eind juli arriveerden vanuit Luik vier schepen met oorlogstuig voor de Spanjaarden, waaronder ammunitie, spaden en houwelen, voor het graven van loopgraven. Een dag later bestormden ze de stad nabij de Brusselsepoort. Op 2 augustus werd Valkenburg ingenomen door Jan van Nassau, een tot het katholicisme bekeerde achterneef van de prins van Oranje. Op diezelfde dag schrijft Constantijn Huygens, secretaris van prins Frederik Hendrik, aan prinses Amalia van Solms: "De hertog van Bouillon meldt uit Maastricht, dat de vijand zijne brug bij Neder-Haren heeft afgebroken en laten vervoeren naar Steffensweert. De beide legers hebben hunne hutten verbrand en trekken weg. Men denkt, dat zij naar Brabant gaan, want een beleg van Roermond zal wel niet in hun plan liggen." Het opbreken van het beleg bleek nog te voorbarig gedacht, hoewel er verder weinig meer gebeurde. Uit de correspondentie tussen Huygens en de gouverneur van Maastricht uit die periode blijkt dat de troepen van de hertog van Lerma waren ingekwartierd in Wolder en Montenaken (Vroenhoven), en dat ze in die plaatsen veel overlast bezorgden aan de bevolking.
In Maastricht was door het beleg een nijpend tekort ontstaan aan allerlei levensbehoeften. Op 28 augustus slaagden garnizoenssoldaten er in om koren, vee en ander voedsel de stad in te smokkelen. Een week later plunderden ze Kasteel Geulle. Zo veel mogelijk koren en hout uit de bossen in de omgeving van Geulle werden naar de stad gebracht. Begin september maakte het stadsbestuur een inventarisatie van geld en kostbaarheden bij de kapittels, kloosters en ambachten, om daarmee het garnizoen te betalen.
Op 8 september bleken de vijandelijke kwartieren buiten de stad plotseling ontruimd en in brand gestoken. Ook Valkenburg werd kort daarop ontzet. Op 10 september trok een tiental compagnies ruiters van de vesting Maastricht naar het Fort Navagne. De Spanjaarden verdedigden zich hevig en er sneuvelden zeker honderd Hollandse ruiters. De dag erna trokken duizend Maastrichtse soldaten richting Roermond om een door veldmaarschalk Willem van Nassau-Siegen gestuurd konvooi met levensmiddelen veilige doortocht te geven. Het Staatse konvooi moest echter terugkeren nadat het bij Stevensweert was beschoten door onder meer de lokale bevolking.
Op 15 september was er oproer in de stad, toen enkele radicale protestanten probeerden katholieke kerken en kloosterkapellen te plunderen, waarschijnlijk uit wraak voor de ellende die men door het Spaanse beleg had moeten meemaken. Bij deze "kleine beeldenstorm" werden vernielingen aangericht bij de Sint-Servaaskerk, de Dominicanenkerk, de Sint-Catharinakerk en het Sint-Servaasgasthuis.

## Gevolgen

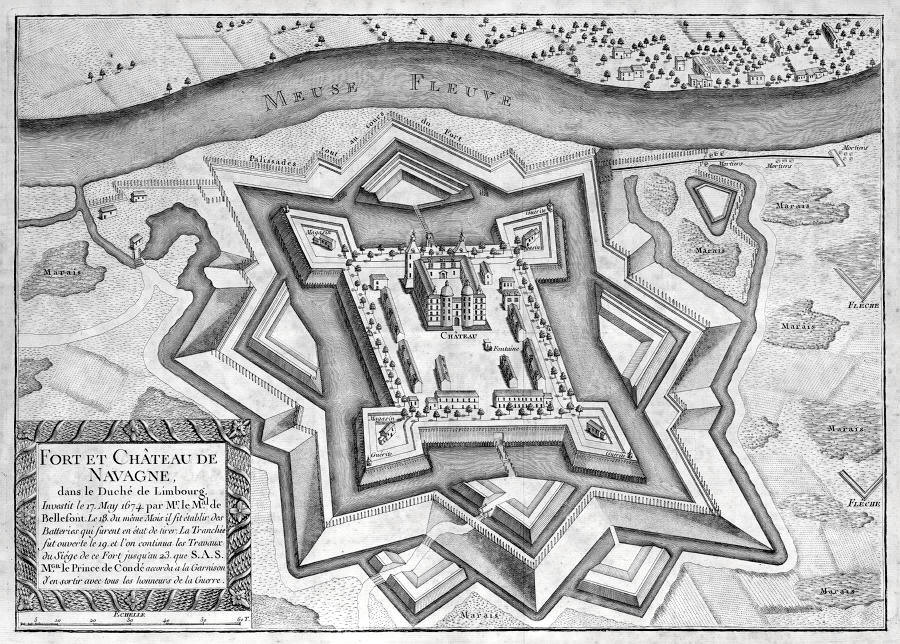
De Elvenschans omstreeks 1674

Het Kasteel van Navagne werd tussen 1634 en 1635 door de Zuidelijke Nederlanden uitgebouwd tot een sterke vesting, Fort Navagne of Elvenschans genoemd. Na de verovering van Maastricht door Lodewijk XIV werd de schans in 1674 gesloopt. Na het vertrek van de Fransen werd het herbouwd, maar de definitieve sloop vond plaats in 1702, na het uitbreken van de Spaanse Successieoorlog. Na de oorlog bouwden de Oostenrijkse Nederlanden hier een tolkantoor, dat tot de Eerste Wereldoorlog als woonhuis en damespensionaat in gebruik was. In 1914 werd het verwoest. Tegenwoordig zijn hier en daar nog de contouren van het fort zichtbaar in het landschap nabij de kasteelboerderij Navagne (Moelingen).
Een jaar na het mislukken van de aanval op Maastricht verenigden zich de legers van Frankrijk en de Republiek tegen de Spaans-Zuid-Nederlandse troepen, maar ze leden een smadelijke nederlaag bij Leuven. Van de 20.000 manschappen in het leger van Oranje bereikte slechts een kwart Maastricht. In hetzelfde jaar heroverden de Zuidelijke Nederlanden de drie hoofdplaatsen van de Landen van Overmaas (Valkenburg, Dalhem en 's-Hertogenrade). In 1637 kregen zij Roermond en Venlo weer in handen, waardoor hun greep op de Limburgse Maasstreek, op Maastricht na, vrijwel hersteld was. De reeks successen van het Spaanse leger gaf sommige Spaansgezinde inwoners van Maastricht weer nieuwe moed en leidde in 1638 tot het Verraad van Maastricht.
881: Plundering door Vikingen ·
1204: Luiks-Loons beleg ·
1267: Beleg door Hendrik van Gelre ·
1303: Beleg door Jan & Pieter van Bar ·
1334: Beleg door Adolf van der Mark ·
1407-08: Beleg door Luikenaren ·
1576: Spaanse Furie ·
1579: Beleg door Parma ·
1632: Beleg door Frederik-Hendrik ·
1634: Beleg door De Moncada ·
1638: Verraad van Maastricht ·
1673: Beleg door Lodewijk XIV ·
1676: Beleg door Willem III ·
1747: Slag bij Lafelt ·
1748: Beleg door Maurits van Saksen ·
1793: Beleg door De Miranda ·
1794: Beleg door Kléber ·
1814: Blokkade (6e Coalitieoorlog) ·
1830-33: Blokkade (Belgische Opstand) ·
1940: Bezetting (WO2) ·
1944: Bevrijding (WO2)